# Jimmy Henigan
James P. « (Smiling) Jimmy » Henigan (né le 25 avril 1892 à Boston et décédé le 27 février 1950 à Chesterfield) est un athlète américain spécialiste du cross-country et du marathon. Affilié au Dorchester Club, il mesurait 1,68 m pour 54 kg.

## Biographie

### Palmarès
| Date | Compétition           | Lieu      | Résultat | Épreuve          | Performance     |
| ---- | --------------------- | --------- | -------- | ---------------- | --------------- |
| 1924 | Jeux olympiques d'été | Paris     | 11e      | Cross individuel | 38 min 0 s 0    |
| 1924 | Jeux olympiques d'été | Paris     | 2e       | Cross par équipe | 14 pts          |
| 1928 | Jeux olympiques d'été | Amsterdam | 39e      | Marathon         | 2 h 56 min 50 s |

### Records
| Épreuve  | Performance     | Lieu | Date |
| -------- | --------------- | ---- | ---- |
| Marathon | 2 h 34 min 32 s |      | 1932 |